# Liechtenstein Physical Society
 (octobre 2018).
Si vous disposez d'ouvrages ou d'articles de référence ou si vous connaissez des sites web de qualité traitant du thème abordé ici, merci de compléter l'article en donnant les références utiles à sa vérifiabilité et en les liant à la section « Notes et références ».
La Liechtenstein Physical Society (Forum scientifique, en allemand Naturwissenschaftliches Forum) est l'académie des sciences de la principauté du Liechtenstein. Elle a son siège social à Vaduz. La Société s'est formée à partir de la section de physique du Forum constitué  en 1993 à l'initiative du prof. Cyril Deicha. En 2007, elle a été admise comme membre de la Société européenne de physique (en anglais European Physical Society, EPS).

## Activités
Le but de la Société est la promotion de l'intérêt pour les sciences, en particulier pour la physique et les activités connexes. Ainsi a été constituée une collection d'appareils scientifiques historiques, des olympiades et des expositions ont été organisées et des projets scientifiques réalisés (par exemple sur le comportement des abeilles dans l'espace à bord de la navette Columbia). En 2008-2010 se déroulèrent des colloques sur l'énergie. En 2017 a eu lieu la présentation du premier pendule de Foucault au Liechtenstein. En 2019 une campagne pour dénommer une exoplanète sur demande de l'Union Internationale d'Astronomie. 
Le Liechtenstein est un très petit pays, ce qui favorise une étroite interdépendance de tous les domaines des sciences, aussi le Forum scientifique, avec moins d'une centaine de membres,  constitue une académie des sciences à l'échelle du pays.

## Membres d'honneur
- Josef Biedermann (biologiste)
- Georg Schierscher (mathématicien)
- Fritz Epple (physicien)

## Adhésions
- Société européenne de physique depuis 2007
- Société botanique et zoologique depuis 2007
- Société d'histoire depuis 2005
- Le Club alpin liechtensteinois
- Association pour le musée d'électricité Pro Lawena depuis 2015
- Cercle de travail Astronomique   depuis 2019